# Дуэ, Гела
Гела́ Махо́ Льюи́с Дуэ́ (фр. Guéla Maho Lewis Doué; род. 17 октября 2002, Анже, Communauté urbaine Angers Loire Métropole) — ивуарийский футболист, защитник клуба «Страсбур» и сборной Кот-д’Ивуара.
Младший брат Гела — Дезире, тоже профессиональный футболист.

## Клубная карьера
Дуэ — воспитанник клуба «Ренн». В 2020 году Гела начал выступать за дублирующий состав. 1 февраля 2023 года в матче против «Страсбура» он дебютировал в Лиге 1. 